# Álvaro Mejía (Radsportler)
Álvaro Mejía Castrillón (* 19. Januar 1967 in Santa Rosa de Cabal, Risaralda) ist ein ehemaliger kolumbianischer Radrennfahrer. In seinem Heimatland gewann er 1988 und 1990 die Gesamtwertung des Clásico RCN, eines der wichtigsten Etappenrennen Kolumbiens. Zwischen 1990 und 1995 nahm er jeweils an der Tour de France teil und konnte das Rennen fünfmal beenden. 1991 gewann er das Weiße  Trikot der Nachwuchsfahrer und 1993 wurde er Vierter der Gesamtwertung.

## Erfolge
1987
- eine Etappe Clásico RCN

1988
- Clásica 75 años Municipio de Bello Antioquia
- Gesamtwertung Clásico RCN
- Gesamtwertung Vuelta a Colombia U-23

1989
- Gesamtwertung und zwei Etappen Clásico RCN

1990
- eine Etappe Critérium du Dauphiné

1991
- Gesamtwertung Vuelta a Antioquia
- Gesamtwertung und eine Etappe Galicien-Rundfahrt
- Weißes Trikot Tour de France

1992
- Prolog Clásico RCN
- Gesamtwertung Murcia-Rundfahrt

1993
- Gesamtwertung Katalonien-Rundfahrt

1994
- Gesamtwertung Route du Sud

## Grand Tours-Platzierungen
| Grand Tour            | 1990 | 1991 | 1992 | 1993 | 1994 | 1995 |
| --------------------- | ---- | ---- | ---- | ---- | ---- | ---- |
| Giro d’ItaliaGiro     | –    | –    | –    | –    | –    | –    |
| Tour de FranceTour    | 48   | 19   | DNF  | 4    | 31   | 16   |
| Vuelta a EspañaVuelta | –    | –    | –    | –    | –    | –    |

## Teams
- 1989–1992 Postobón-Manzana
- 1993–1996 Motorola
- 1997 Petroleo de Colombia